# Senado de la República Dominicana
El Senado de la República Dominicana es la cámara alta en la legislatura bicameral de ese país y que junto a la Cámara de Diputados forma el Congreso que ostenta el poder legislativo del país.
El órgano está compuesto por 32 miembros elegidos por votación directa a razón de uno por cada provincia del país independientemente de la población de cada una de ellas y uno por el Distrito Nacional. Estos son elegidos por términos de cuatro años, con posibilidad de reelección.
La edad mínima para postularse es de 25 años, y el candidato debe de haber residido en la provincia que lo elija como mínimo en los últimos 5 años previos a las elecciones.
Los poderes del mismo se establecen en el Tercer Título, Capítulo 1 en la Primera Sección de la Constitución Dominicana. El Senado se encuentra en el ala oeste del Palacio del Congreso Nacional, en Santo Domingo, mientras que la Cámara de Diputados se reúne en el ala este.
El Senado tiene varias facultades de consejo y consentimiento no otorgadas a la Cámara, incluyendo consentimiento a tratados, préstamos y contratos como condición previa para su ratificación. También otorga confirmación a los nombramientos a miembros de la Cámara de Cuentas, a la Junta Central Electoral y a los embajadores. El Senado es ampliamente considerado como un cuerpo más deliberativo y más prestigioso que la Cámara de Diputados, debido a su menor tamaño, y los distritos electorales de todo el estado, que históricamente llevó a una atmósfera más colegial y menos partidista.

## Senadores (2024-2028)

### Por partidos
Situación al 16 de agosto de 2024 tras las Elecciones Generales del 2024

#### Oficialismo (29)
- Partido Revolucionario Moderno y aliados (27)
  -      Partido Revolucionario Moderno (24)
  -      Alianza Por La Democracia (1)
  -      Partido Liberal Reformista (1)
  -      Partido Revolucionario Independiente (1)

- Partido Reformista Social Cristiano (2)
  -      Partido Reformista Social Cristiano (1)
  -      Partido Primero La Gente (1)

#### Oposición (3)
- Fuerza del Pueblo (3)
  -      Fuerza del Pueblo (3)

| Senador                              | Lista Electoral | Partido    | Provincia              |
| ------------------------------------ | --------------- | ---------- | ---------------------- |
| Omar Fernández                       | FP              | FP         | Distrito Nacional      |
| Lía Ynocencia Díaz Santana           | PRM             | PRM        | Azua                   |
| Andres Guillermo Lama Pérez          | PRM             | APD - PRM  | Bahoruco               |
| Moisés Ayala Pérez                   | PRM             | PRI - PRM  | Barahona               |
| Manuel Rodríguez Ortega              | PRM             | PRM        | Dajabón                |
| Franklin Martín Romero Morillo       | PRM             | PRM        | Duarte                 |
| Santiago José Zorrilla               | PRM             | PRM        | El Seibo               |
| Johnson Encarnación                  | PRM             | PRM        | Elías Piña             |
| Carlos Gómez Ureña                   | PRM             | PRM        | Espaillat              |
| Cristóbal Venerado Castillo          | PRM             | PRM        | Hato Mayor             |
| María Mercedes Ortiz Diloné          | PRM             | PRM        | Hermanas Mirabal       |
| Dagoberto Rodríguez Adames           | PRM             | PRM        | Independencia          |
| Rafael Baron Duluc Rijo              | PRM             | PLR - PRM  | La Altagracia          |
| Eduard Alexis Espiritusanto Castillo | FP              | FP         | La Romana              |
| Ramón Rogelio Genao Durán            | PRSC            | PRSC       | La Vega                |
| Alexis Victoria Yeb                  | PRM             | PRM        | María Trinidad Sánchez |
| Héctor Elpidio Acosta                | PRM             | PRM        | Monseñor Nouel         |
| Bernardo Alemán Rodríguez            | PRM             | PRM        | Monte Cristi           |
| Pedro Antonio Tineo Núñez            | PRM             | PRM        | Monte Plata            |
| Secundino Velázquez                  | PRM             | PRM        | Pedernales             |
| Julito Furcal                        | PRM             | PRM        | Peravia                |
| Ginette Altagracia Bournigal         | PRM             | PRM        | Puerto Plata           |
| Pedro Manuel Catraín Bonilla         | PRM             | PRM        | Samaná                 |
| Gustavo Lara Salazar                 | PRM             | PRM        | San Cristóbal          |
| Milciades Aneudy Ortiz Sajiun        | PRM             | PRM        | San José de Ocoa       |
| Félix Ramón Bautista Rosario         | FP              | FP         | San Juan               |
| Aracelis Villanueva                  | PRM             | PRM        | San Pedro de Macorís   |
| Ricardo de los Santos                | PRM             | PRM        | Sánchez Ramírez        |
| Daniel Enrique de Jesús Rivera Reyes | PRM             | PRM        | Santiago               |
| Casimiro Antonio Marte Familia       | PRSC            | PPG - PRSC | Santiago Rodríguez     |
| Antonio Manuel Taveras Guzmán        | PRM             | PRM        | Santo Domingo          |
| Odalis Rafael Rodríguez Rodríguez    | PRM             | PRM        | Valverde               |